# Grenzland
Grenzland ist ein Überbegriff für mehrere Arten von Grenzbereichen zwischen menschlichen Gesellschaften. Sie können deutliche Unterschiede in der Kultur bzw. der Weltanschauung aufweisen, in der staatlichen Organisationsform oder in anderen, eine gegenseitige Fremdheit ausmachenden Aspekten. Gesellschaften, die in diesen Räumen leben, nennt man Frontier Society.

## Definition
Grenzland (engl. Frontier) kann definiert werden als „eine besondere Art der Kontaktsituation, in der zwei Kollektive unterschiedlicher Herkunft und kultureller Orientierung miteinander in Austauschprozesse treten, bei denen sich Konflikt und Kooperation in unterschiedlichen Verhältnissen mischen“. Dabei müssen, wie noch ursprünglich von Frederick Jackson Turner gedacht, die Kollektive nicht Gesellschaften sein, die auf unterschiedlichen „Entwicklungsstufen“ stehen. Frontiers können sowohl Orte der Vernichtung als auch Orte der Neubildung oder beides gleichzeitig sein.

## Politisch bedingtes Grenzland in Deutschland
Mit der Gründung des ersten deutschen Nationalstaates 1871, des Deutschen Kaiserreiches als kleindeutsche Lösung, befanden sich nicht nur in der Habsburgermonarchie, sondern auch in den an die preußischen Ostmarken angrenzenden Gebieten (vgl. Deutsch-Balten) deutschsprachige Minderheiten, die außerhalb des Nationalstaates lebten oder von den preußischen polnischen Bewohnern majorisiert zu werden drohten (vgl. Kulturkampf). Zugleich hatten einige Landstriche des Reiches – etwa in der Gegend um Posen oder in der Lausitz – keine deutschsprachige Bevölkerungsmehrheit.
Mit dem 1891 gegründeten „Alldeutschen Verband“ und dem 1894 gegründeten Deutschen Ostmarkenverein wurde eine Grenzlanddiskussion fortgesetzt, die in Friedrich List, Paul de Lagarde und Constantin Frantz wichtige Vorläufer hatte. Sie zielte darauf ab, alle deutschsprechenden Menschen in einem Staatswesen zusammenzufassen, das bei List ein deutsch-ungarisches Großreich mit Grenzen am Schwarzen Meer sein, bei Lagarde „Germanien“ heißen und nach Frantz eine mitteleuropäische Föderation unter deutscher Führung sein sollte. Der erste Vorsitzende der Alldeutschen und Reichstagsabgeordnete Ernst Hasse veröffentlichte in Fortsetzung dazu 1895 eine Schrift (Großdeutschland und Mitteleuropa um das Jahr 1950), in der er „Grenzkolonisation“ in Richtung Osten und Südosten als für die Deutschen geeignetste Kolonisationsform empfahl, was er mit seinem Buch Deutsche Grenzpolitik (München 1906) vertiefte. Als nach dem Ersten Weltkrieg noch mehr deutschsprachige Minderheiten außerhalb der enger gezogenen Nationalstaatsgrenzen lebten, erfuhr der Begriff „Grenzland“ in der Völkischen Bewegung und in Einrichtungen wie dem 1925 von Karl Christian von Loesch gemeinsam mit dem Volkstumspolitiker und Publizisten Max Hildebert Boehm in Berlin gegründeten „Institut für Grenz- und Auslandsstudien“ (IGA) eine propagandistische Aufwertung, die dann in die Expansionsbestrebungen des Nationalsozialismus mündete. So war bis 1945 von „Grenzlandarbeit“, Grenzlanddeutschtum, „Grenzlandeinsatz“, „Grenzlandpolitik“, „Grenzlandforschung“, (pseudo-)wissenschaftlichen „Grenzinstituten“ und „Grenzlanduniversitäten“ die Rede.
Das Institut für geschichtliche Landeskunde der Rheinlande, IGL, das zur Abwehr des Versailler Vertrags geschaffen worden war, sprach sogar von „Grenzlandnot“. 1928–1929 erfolgte eine offizielle Anbindung der „Grenzlandforschung“ an das IGL, dessen „Abteilung Grenzlandnot“ die Aufgabe hatte, den „rein deutschen“ bzw. »germanischen« Charakter französisch vereinnahmter oder strittiger Territorien wie Elsaß-Lothringens, dem Saargebiet und dem Rheinland nachzuweisen, aber auch östliche Territorien bearbeiten sollte.
In einem neuen Sinn war von „Grenzland“ nach dem Zweiten Weltkrieg zu sprechen: Bis zum Fall des „Eisernen Vorhangs“ im Jahr 1989 zog sich mitten durch Europa ein breiter Streifen politischen Grenzlandes (vgl. auch: Zonenrandgebiet in der Bundesrepublik Deutschland), weil die früheren Beziehungen benachbarter Länder weitgehend unterbrochen waren.
Bayern nennt die neuen Universitätsgründungen in Bamberg und Bayreuth in der Nachbarschaft zu Tschechien „Grenzlanduniversitäten“. (Siehe auch Internationale Grenzland-Filmtage Selb).
Die deutschsprachigen Bewohner Nordschleswigs (Dänemark) sprechen ebenfalls von „Grenzland“, wenn sie ihren Lebensraum in der Nähe zu Deutschland meinen.

## Politisch bedingtes Grenzland in Russland nach dem Zerfall der Sowjetunion
Avi Primor schreibt am 3. September 2008 in der Frankfurter Rundschau über den neuen russischen Nationalismus:
„Heute erinnert Moskaus Sprache an die dunklen Zeiten des absoluten Nationalismus. Man spricht von verlorenen Territorien, von 80 Millionen Russen, die außerhalb russischer Grenzen leben müssen. Sollten diese 80 Millionen Menschen also auch Russland angehören? In Wirklichkeit hat Russland keine Territorien verloren, sondern musste den von ihm beherrschten Völkern die Unabhängigkeit gewähren, so wie die westlichen Kolonialmächte auf ihre Kolonien verzichten mussten.
Auch sind außerhalb Russlands nicht unbedingt 80 Millionen Russen zu finden. In den südlich und nordwestlich Russlands gelegenen ehemaligen Sowjetrepubliken leben rund 17 Millionen russischsprachiger Menschen, die nicht alle unbedingt Russen sein wollen. Viele in Südossetien und Abchasien nehmen aus politischen Gründen russische Pässe an, ohne russischsprachig zu sein.“
Hervorzuheben ist aber, dass es beim Verlust von Territorien bei den ehemaligen Kolonialmächten um vom Mutterland getrennte Gebiete in Übersee ging, wohingegen die russische Expansion als kontinentale Grenzkolonisation im Sinne des Vorschiebens der „Frontier“ wie in den USA erfolgte.

## Kulturell bedingtes Grenzland
Wo eine Grenze zwischen Gesellschaften mit festem Wohnsitz und ihren nomadisch lebenden Nachbarn verläuft, entsteht häufig ein breiter Streifen „Grenzland“ (engl. frontier).
Auch durch große Unterschiede und damit widerstreitende Interessen zwischen einer Ackerbaukultur und den meist als Jäger und Sammler bzw. von Viehzucht lebenden Nachbarn kommt es oft zu Konflikten. Aktuelle Beispiele dafür finden sich etwa in Zentralafrika (siehe Hirten- bzw. Nomaden-Völker, Tutsi usw.).
Bei daraus entstehenden kriegerischen Auseinandersetzungen um Land und Vorherrschaft werden von den naturverbundeneren „Wilden“ häufig Guerilla-Taktiken angewendet, wobei sie sich in das undurchdringliche Maquis zurückziehen können, da sie sich im Gelände besser auskennen als ihre Gegner. Diese wiederum sind meist besser bewaffnet und zahlreicher. Langfristig gerät dadurch immer mehr Land in den Besitz der Ackerbauern, die indigene Kultur wird zurückgedrängt.

## „Frontier“ in den USA
Eine typische Grenzlandsituation bestand an der nordamerikanischen Frontier zwischen 1620 und 1890, in der die einheimischen Indianerstämme von etwa 1620 (Landung der Pilgerväter) bis 1890 (Auflösung des Indianerterritoriums) immer weiter nach Westen gedrängt wurden. Der „Wilde Westen“ begann um 1700 noch nahe der Atlantikküste (James Fenimore Coopers Lederstrumpf spielt teilweise in Pennsylvania), um 1800 befand sich die Siedlungsgrenze bereits westlich des Mississippi Rivers. Im Jahr 1890 wurde die Zeit der Frontier durch die amerikanische Zensusbehörde offiziell für beendet erklärt, da das gesamte Land zwischen den beiden Ozeanen in kurzer Zeit (ein großer Teil innerhalb von nur fünf Jahrzehnten) besiedelt, „zivilisiert“ und durch Straßen und Eisenbahnen erschlossen worden war; von Einwanderern unbewohnte Gebiete gab es nun außerhalb der Indianerreservate praktisch nicht mehr. Das Frontiererlebnis, das Gefühl, auf sich alleine gestellt zu sein und nicht durch Anleitung einer Obrigkeit, sondern nur durch die eigenen Fähigkeiten überleben und erfolgreich werden zu können, gilt seither vielen Historikern als neben dem Puritanismus wichtigste Stütze des amerikanischen Gesellschaftssystems und der amerikanischen Demokratie. Auch kanalisierte die ungeheure Weite des Kontinents (noch 1809 hatte Thomas Jefferson vorausgesagt, dass die USA auf Jahrhunderte hinaus die Frontier im Westen behalten würden) die sozialen Spannungen: Neuansiedler aus Europa fanden ausreichend fruchtbares Ackerland, und so konnte das Land Millionen von Einwanderern aufnehmen und gleichzeitig, getrieben durch Pionier- und Erfindergeist und den Ausbau des Eisenbahnnetzes, die Industrialisierung vorangetrieben werden. Auch das Entstehen einer revolutionären sozialistischen Arbeiterbewegung konnte Ende des 19. Jahrhunderts so verhindert werden. Das von Präsident Andrew Jackson geprägte Schlagwort der Manifest Destiny, der Bestimmung des amerikanischen Volkes, den Kontinent zu unterwerfen und anderen Völkern die Freiheit, den Fortschritt und die Zivilisation zu bringen, blieb als nationales Sendungsbewusstsein und Teil der amerikanischen Identität bis heute erhalten.
Mit dem United States Census 1890 erklärte der Direktor des United States Census Bureau, dass es keine Grenzlinie mehr gebe. Die USA seien überall besiedelt, es gebe keine offenen Räume für neues Land mehr. Bald nach dem Ende freier Gebiete im eigenen Land, auf das Frederick Jackson Turner mit seiner Frontier-These reagierte, wandten sich die USA im Zeitalter des Imperialismus gegen Spanien. 1898 kam es zum Spanisch-Amerikanischen Krieg um Kuba, Puerto Rico, Guam und die Philippinen, wo von 1899 bis 1902 ein Befreiungsversuch gegen die neue Kolonialmacht scheiterte.
Im Wahlkampf 1960 verkündete John F. Kennedy das Regierungsprogramm der New Frontier: Ziel der New Frontier war die Bekämpfung von Armut, Vorurteilen und Kriegen. Außerdem sollten die USA als technologisch höchst entwickelte Nation der Welt angesichts von Kaltem Krieg und Sputnikschock den Kampf um die Vorherrschaft im Weltraum aufnehmen, weshalb der junge Präsident die erste Mondlandung ankündigte, die 1969 Realität wurde.
Das aus der US-amerikanischen Erfahrung geprägte Konzept eines Grenzlands zwischen „Zivilisation“ und „Wildnis“ wurde in der Science-Fiction wieder aufgegriffen, wo das Grenzland zwischen bewohnten und unbewohnten Regionen des Weltraums als frontier bezeichnet wird. Auch in der realen Weltraumfahrt und dem Drang, neue Welten zu besiedeln, wird das All als neue Frontier gesehen, ebenso wie der Cyberspace (Electronic Frontier).

## „Pohraničí“ in Tschechien
In Tschechien hat sich seit dem Zweiten Weltkrieg für die ehemals von Deutschböhmen und Deutschmährern besiedelten Gebiete, also das frühere Sudetenland, der Begriff Grenzgebiet (tschechisch pohraničí oder pohraniční území, pohraniční pásmo) eingebürgert. Dieses Gebiet hat bis heute mit spezifischen Problemen wie einer dem Strukturwandel besonders intensiv unterliegenden Wirtschaftsstruktur, Strukturschwäche, jahrzehntelanger Vernachlässigung und einer besonders hohen Bevölkerungsfluktuation und Landflucht zu kämpfen.

## „Kresy“ in Polen
In Polen wurden die ehemals an das Russische Reich grenzenden Ostprovinzen, die heute größtenteils zu Belarus oder der Ukraine gehören, lange Zeit als „Kresy“ bezeichnet, und die von dort Stammenden dementsprechend als „Kresowcy“ (wörtlich: „Grenzländler“), was sich neben anderen kulturellen Unterschieden namentlich an ihrer eher ans Ukrainische und Russische erinnernden Sprachmelodie festmachte. Viele dieser „Kresowcy“ wurden nach dem Zweiten Weltkrieg im Rahmen der als „Repatriierung“ bezeichneten Westverschiebung Polens in die ehemals deutschen Westgebiete des heutigen Polens zwangsumgesiedelt, was nicht selten zu Spannungen mit den dort vormals Ansässigen führte.

## Anderes Grenzland
In Australien haben sich ähnliche Kulturgrenzen bis heute erhalten. Die Aborigines wurden fast völlig zurückgedrängt, ihr Umgang mit der Natur bis vor wenigen Jahrzehnten sogar belächelt – obwohl sie andererseits für viele Expeditionen äußerst willkommene Führer abgaben. Erst mit einer gewissen Autonomie ist die beidseitige Akzeptanz wieder gestiegen. Auch erlebt das Interesse an der animistischen Kultur seither einen Aufschwung. Der Tourismus in die zentralen Trockenländer kann dabei genauso kritisch hinterfragt werden wie anderswo weltweit auch.
Auch im geistigen Bereich wird manchmal vom „Grenzland“ gesprochen, bzw. von geistigen Grenzgängern.